# Développement humain (économie)
Pour les articles homonymes, voir Développement humain.

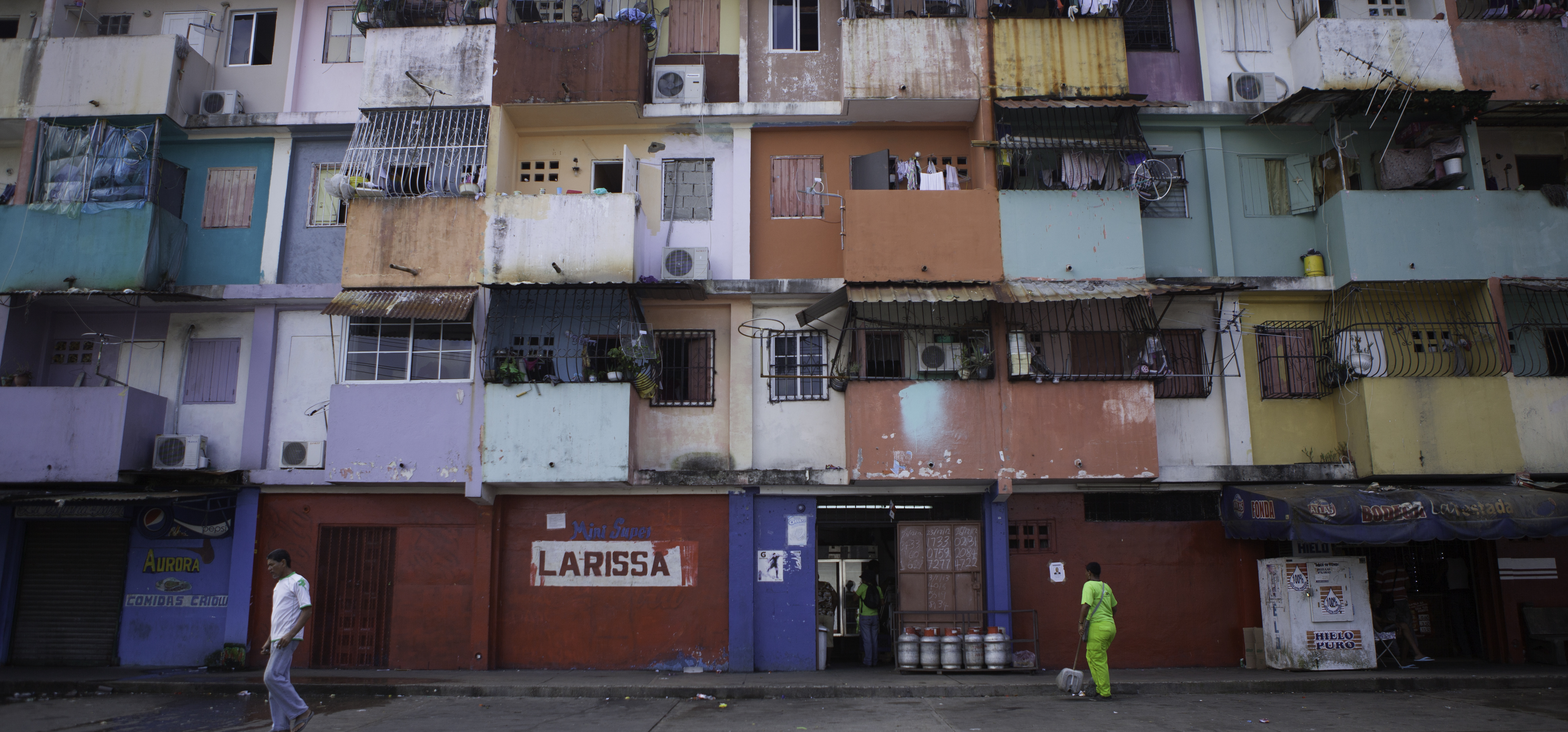
Image représentant, la variété esthétique d'un quartier d'appartement dans la ville de Panama

Le développement humain est un processus personnel et social, en général caractérisé par :
1. une esthétique et une éthique ;
2. la variation des conditions matérielles affectant les possibilités de satisfaire les besoins et les désirs.

La notion de développement humain est apparue pour compléter celle de développement économique, considérant que le bien-être des humains ne se résume pas à l'économie. Le Rapport mondial sur le développement humain du PNUD évalue les situations des différents États du monde face à cet indicateur. Le développement humain se veut mesurer le « bien-être », pour certains le « bonheur », en prenant pour principe la Déclaration universelle des droits de l'homme de 1948 :
« Art. 22 — Toute personne […] a droit à la sécurité sociale ; elle est fondée à obtenir la satisfaction des droits économiques, sociaux et culturels indispensables à sa dignité et au libre développement de sa personnalité […].
Art. 23 — Toute personne a droit au travail, au libre choix de son travail, à des conditions équitables et satisfaisantes de travail et à la protection contre le chômage. […]
Art. 24 — Toute personne a droit au repos et aux loisirs et notamment à une limitation raisonnable de la durée du travail et à des congés payés périodiques.
Art. 25 — Toute personne a droit à un niveau de vie suffisant pour assurer sa santé, son bien-être et ceux de sa famille, notamment pour l'alimentation, l'habillement, le logement, les soins médicaux ainsi que pour les services sociaux nécessaires ; elle a droit à la sécurité en cas de chômage, de maladie, d'invalidité, de veuvage, de vieillesse ou dans les autres cas de perte de ses moyens de subsistance par suite de circonstances indépendantes de sa volonté. […]
Art. 26 — Toute personne a droit à l'éducation. […] L'éducation doit viser au plein épanouissement de la personnalité humaine et au renforcement du respect des droits de l'homme et des libertés fondamentales. Elle doit favoriser la compréhension, la tolérance et l'amitié entre toutes les nations et tous les groupes raciaux ou religieux, ainsi que le développement des activités des Nations unies pour le maintien de la paix.
Art. 27 — Toute personne a le droit de prendre part librement à la vie culturelle de la communauté, de jouir des arts et de participer au progrès scientifique et aux bienfaits qui en résultent. »
Pour Abraham Maslow, le développement humain consiste en la satisfaction des besoins fondamentaux, qu'il énumère dans sa pyramide des besoins.

## Définitions
Selon l'ONU, dans son article I de la déclaration sur le droit au développement de l'Assemblée Générale du 4 décembre 1986
« Le droit au développement est un droit inaliénable de l'Homme en vertu duquel toute personne humaine et tous les peuples ont le droit de participer et de contribuer à un développement économique, social, culturel et politique dans lequel tous les droits de l'Homme et toutes les libertés fondamentales puissent être pleinement réalisés et de bénéficier de ce développement. »
Selon le rapport de la Commission SUD dirigée par le président Julius Nyerere (Tanzanie)
« Le développement est un processus qui permet aux êtres humains de développer leur personnalité, de prendre confiance en eux-mêmes et de mener une existence digne et épanouie. C'est un processus qui libère les populations de la peur du besoin et de l'exploitation et qui fait reculer l'oppression politique, économique et sociale. C'est par le développement que l'indépendance politique acquiert son sens véritable. Il se présente comme un processus de croissance, un mouvement qui trouve sa source première dans la société qui est elle-même en train d'évoluer. »
Selon le PNUD (Programme des Nations unies pour le développement)
« Le principal objectif du développement humain est d'élargir la gamme des choix offerts à la population, qui permettent de rendre le développement plus démocratique et plus participatif. Ces choix doivent comprendre des possibilités d'accéder aux revenus et à l'emploi, à l'éducation et aux soins de santé et à un environnement propre ne présentant pas de danger. L'individu doit également avoir la possibilité de participer pleinement aux décisions de la communauté et de jouir des libertés humaines, économiques et politiques. » Voir l'indicateur de développement humain (IDH) et le Rapport mondial sur le développement humain.

## Indicateur
Pour mesurer le développement humain d'un pays, l'ONU utilise l'indice de développement humain (IDH), basé sur l'espérance de vie à la naissance, le niveau d'études, le taux d'alphabétisation des adultes, et le niveau de vie :
- le développement humain ou économique ne dépend ni uniquement du PIB, ni uniquement des richesses naturelles du pays : le Japon ne possède que peu de richesses et est jugé très développé. Certains pays très riches en pétrole ou minerais restent au contraire peu développés ;
- le développement humain va de pair avec la démocratie
  - la démocratie est un système imparfait mais a priori auto-correctif à long terme (une politique inefficace est sanctionnée par les élections) ;
  - les systèmes démocratiques sont en général plus stables, et propices au développement humain ;
  - les systèmes démocratiques mettent en place pour la plupart des systèmes de redistribution des richesses et des services publics d'éducation et de santé ;
- les pays les plus développés au sens humain sont aussi les plus développés au sens économique, mais les pays à forte croissance économique n'améliorent pas nécessairement la qualité de vie de la population, notamment en créant de grandes disparités (comme la Chine), et restent donc humainement peu développés.

## Les pays où l'on vit le plus heureux
Ce classement est issu de l'étude d'un universitaire anglais, Adrian White, qui a établi une carte mondiale du bonheur d'après cinq critères : santé, richesse, éducation, identité nationale et beauté des paysages. Ne pas confondre avec l'indice de développement humain (IDH). Beaucoup ont contesté ce classement, la Norvège et les Pays-Bas n'en faisant pas partie.
1. Danemark
2. Suisse
3. Autriche
4. Islande
5. Bahamas
6. Finlande
7. Suède
8. Bhoutan
9. Brunei Darussalam
10. Canada